# FC Politehnica Iași
El FC Politehnica Iași fue un club de fútbol de Rumania de la ciudad de Iași. Fue fundado en 1945 y jugaba como local en el Estadio Emil Alexandrescu. El club descendió en la temporada 2009/10 de la Liga I, donde jugó durante siete temporadas consecutivas, entró en quiebra, no se inscribió en la Liga II y desapareció.

## Uniforme
- Uniforme titular: Camiseta azul con rayas blancas, pantalón azul, medias blancas.
- Uniforme alternativo: Camiseta naranja, pantalón blanco, medias naranja.

## Jugadores

### Jugadores destacados
- Adrian Dobrea
- Dragoş Urdaru
- Liviu Petrache
- Claudiu Stoica
- Stelian Bordeianu
- Emil Spirea
- Ciprian Paraschiv
- Irinel Ionescu
- Radu Gavrilescu
- Şerban Ionescu
- Victor Medeleanu
- Dorel Constantin
- Ion Câmpeanu
- Ciprian Băsăscu
- Ciprian Brighiu
- Leonard Nemțanu

## Entrenadores destacados
- Ion Heliade Rădulescu
- Ion Moldovan
- Marin Barbu